# كوني نيدهام
كوني نيدهام (ولدت في كوني ماري بوين يوم 5 ديسمبر 1959) هي ممثلة ومدربة رقص أمريكية. بدور كوني نيوتن ، لعبت دور إليزابيث برادفورد في المسلسل التلفزيوني Eight_is_Enough من عام 1977 إلى عام 1981.

## حياة مهنية
على الرغم من كون أن دورها الأبرز كان دور إليزابيث برادفورد (Elizabeth Bradford) في 112 حلقة من المسلسل Eight is Enough وفيلميها التلفزيونيين اللاحقين ، إلا أن نيدهام كان لها تسعة ظهورات أخرى بعد انتهاء تلك السلسلة في عام 1981.
صورت كوني نيدهام شخصيتين مختلفتين أثناء المسلسل التلفزيوني الشهرة (Fame). وقد كان أول ظهور لها في حلقة "To Soar and Never Fally" (1982) بدور كاثي مورفي (Kathy Murphy) ، وهي راقصة في المراحل الأولى من مرض التصلب المتعدد . نالت الحلقة هاري هاريس بجائزة إيمي لأفضل إخراج في مسلسل درامي. كان ظهورها الآخر في مسلسل شهرة (Fame) بدور كيلي هايدن (Kelly Hayden) في ثلاث حلقات في العام الموالي.
ظهرت نيدهام كضيف شرف في المسلسل التلفزيوني الكوميدي ليزلي نيلسن في دور جيل ، كمعلمة الرقص التي تجذب بالعبارة "عندما تغادرين ، ضع ذيلًا عليها". ظهرت في حلقة LA Law في عام 1987 ، وظهرت للمرة الأخيرة كنادلة في حلقة 1995 من Ellen .
اعتبارًا من نوفمبر 2006 ، اصبحت كوني نيدهام تعمل كمدربة للرقص في مقاطعة أورانج بولاية كاليفورنيا ، حيث تقوم بتدريس موسيقى الجاز والصفوف الغنائية للناشئين ومسابقات الفرق والحفلات السنوية.[بحاجة لمصدر]

## الحياة الشخصية
في بداياتها كانت تعرف لذا متبعيها باسم كوني نيوتن ،الى ان تزوجت من ديفيد نيدهام ، وهو مصمم مجموعة في Eight is Enough التي لعبت دورا فيها في 7 أبريل 1979 ، خلال فجوة الموسم الثالث من المسلسل. هناك غيرت نيوتن اسم شهرتها إلى اسم زوجها. والد ديفيد نيدهام هو البهلواني والمخرج / المنتج هال نيدهام. تطلقت من ديفيد في عام 2005. لديهم ابنتان ، كيمبرلي وتايلور.
ظهرت مجددا الى الواجهة في يوليو 2009 ، حيث تم الإعلان عن تشخيص نيدهام بسرطان المبيض . لكنها تعافت منه بعد ذالك.

## فيلموغرافيا
| سنة       | لقب                        | دور               | ملاحظات                                         |
| --------- | -------------------------- | ----------------- | ----------------------------------------------- |
| 1977-1981 | ثمانية تكفي                | إليزابيث برادفورد | 112 حلقة                                        |
| 1982      | The Love Boat              | ديبي هولتون       | حلقة واحدة                                      |
| 1982      | فرقة الشرطة!               | جيل               | الحلقة: "موعد في Big Gulch (الإرهاب في الجوار)" |
| 1982      | شهرة                       | كاثي مورفي        | الحلقة: "لتحلق ولا تتعثر أبدًا"                  |
| 1983      | شهرة                       | كيلي هايدن        | 3 حلقات                                         |
| 1983      | An Uncommon Love           |                   | فيلم تلفزيوني                                   |
| 1987      | ثمانية تكفي: لم شمل الأسرة | إليزابيث برادفورد | فيلم تلفزيوني                                   |
| 1987      | قانون LA                   | دينيس فرانكلين    | الحلقة: "Brackman Vasektimized"                 |
| 1989      | عرس ثمانية يكفي            | إليزابيث برادفورد | فيلم تلفزيوني                                   |
| 1995      | إلين                       | نادلة             | الحلقة: "المصارعون"                             |

## روابط خارجية
- [http://www.imdb.com/name/nm0624095/ Connie Needham

] في قاعدة بيانات الأفلام على الإنترنت